# Praskolesy
Praskolesy (německy Praskoles) jsou obec v okrese Beroun ve Středočeském kraji, asi 4 km severovýchodně od Hořovic. Žije zde 903 obyvatel
Obec leží na Červeném potoce. V roce 2016 slavila obec Praskolesy 800 let od svého založení. Při této příležitosti byl zdejší most přes Červený potok přejmenován na „most Járy Cimrmana“. Při křtu mostu zde byl Zdeněk Svěrák i arcibiskup Dominik Duka.

## Název
Zdá se, že název Praskolesy je odvozen od „praskajících lesů“. Často se ale také uvádí, že název je odvozen od polohy obce na hranici lesů patřících Praze, tedy „Pražskolesy“. Je tedy možné, že obec původně nesla tento název a později pro lepší výslovnost byla přejmenována na dnešní „Praskolesy“.

## Historie
První písemná zmínka o kostele v obci pochází z roku 1216. Obec patřila k panství hradu Žebrák, roku 1357 ji císař Karel IV. daroval kapitule Karlštejnské. Od roku 1384 se zde zmiňuje farář, nejpozději od roku 1664 také škola a učitel. V obci se narodil spisovatel Jiří Weil a v 70. letech zde byl farářem Josef Zvěřina.

## Obecní správa

### Části obce
- Praskolesy (k. ú. Praskolesy)

K obci patří také Pohodnice a Valcha.
Od 1. ledna 1980 do 23. listopadu 1990 k obci patřila Tihava.
Sousedními obcemi sídla jsou Chlustina, Stašov, Žebrák, Kotopeky, Otmíče a Lochovice.

### Územněsprávní začlenění
Dějiny územněsprávního začleňování zahrnují období od roku 1850 do současnosti. V chronologickém přehledu je uvedena územně administrativní příslušnost obce v roce, kdy ke změně došlo:
- 1850 země česká, kraj Praha, politický i soudní okres Hořovice[5]
- 1855 země česká, kraj Praha, soudní okres Hořovice
- 1868 země česká, politický i soudní okres Hořovice
- 1939 země česká, Oberlandrat Plzeň, politický i soudní okres Hořovice[6]
- 1942 země česká, Oberlandrat Praha, politický okres Beroun, soudní okres Hořovice[7]
- 1945 země česká, správní i soudní okres Hořovice[8]
- 1949 Pražský kraj, okres Hořovice[9]
- 1960 Středočeský kraj, okres Beroun
- 2003 Středočeský kraj, okres Beroun, obec s rozšířenou působností Hořovice

## Společnost

### Rok 1932
V obci Praskolesy (1113 obyvatel, poštovní úřad, telegrafní úřad, katol. kostel) byly v roce 1932 evidovány tyto živnosti a obchody: autodoprava nákladní, biograf Sokol, cihelna, výroba elektromotorů, 2 holiči, 3 hostince, kamnář, kolář, Dělnický konsum, kovář, 2 krejčí, 2 mlýny, výroba nástrojů, 2 obuvníci, pekař, obchod s lahvovým pivem, rolnictví Dvoru děkanství Karlštejn, 3 řezníci, koňský řezník, 3 obchody se smíšeným zbožím, 2 trafiky, 4 truhláři.

### Současnost
V obci je vodovod (1994), základní a mateřská škola, obecní knihovna, několik sportovních klubů (fotbal, nohejbal atd.), 2 samoobsluhy, 2 hospody, masna, kadeřnictví, praktický lékař, hasičské sdružení a od roku 2004 zde působí Spolek sv. Prokopa. Má zde sídlo například firma HABAčeK s.r.o. která se zabývá prodejem svíček a výrobou dřevěných krabiček.

## Pamětihodnosti

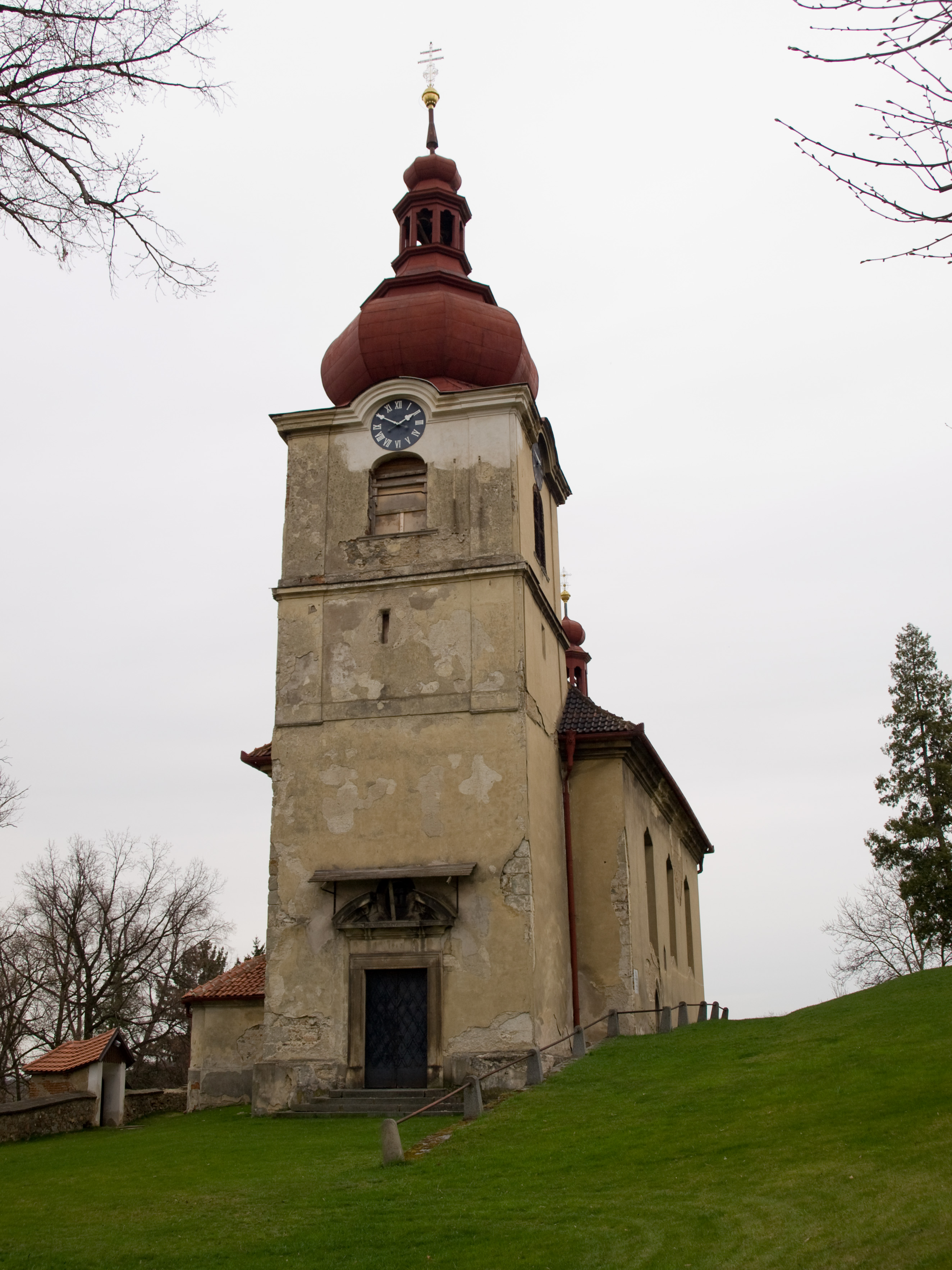
Kostel

- Kostel svatého Mikuláše na návrší nad vesnicí, původně v románském slohu, má prastarou historii, je doložen už k roku 1216. Byl opakovaně přestavován v gotice i v baroku, z gotické přestavby se zachoval portál v jižní stěně. Uvnitř valená klenba s lunetami, zařízení barokní, patrně v souvislosti s přestavbou v letech 1710-1738 (oltáře, kazatelna). Na oltáři svatého Václava byl obraz od J. Hellicha z roku 1848, nástěnné malby od P. Majora z roku 1919.
- Gotická kaple sv. Prokopa na hřbitově se zachovanými okny i portálem, uvnitř socha sv. Prokopa z konce 14. století a litinová deska s pamětním nápisem.
- Fara barokní s mansardovou střechou, kolem 1720.
- Barokový mlýn s mansardovou střechou.
- Kaplička svatého Jana Nepomuckého na návsi, postavena roku 1832
- Socha svatého Jana Nepomuckého z roku 1758, později byla přemístěna do kaple.[11]
- Židovský hřbitov nedaleko silnice mezi Praskolesy a Netolicemi. Založen v letech 1862-63.

## Pověsti
Když jednou v lese u obce odpočíval kníže Oldřich, jeho kůň ze země vyhrabal zvon. Překvapený Oldřich jej věnoval Praskolesům a na místě nalezení nechal vystavět kapli sv. Prokopa.

V blíže neurčeném časovém období (19. století) se při svém putování dostal do Praskoles Jára Cimrman. Měl namířeno do hospody za mostem, ale když zjistil, že zde mají příliš drahé pivo, na které nemá peníze, otočil se, a se slovy: „V Praskolesích nic není” z obce odešel dále směrem do Zbiroha.

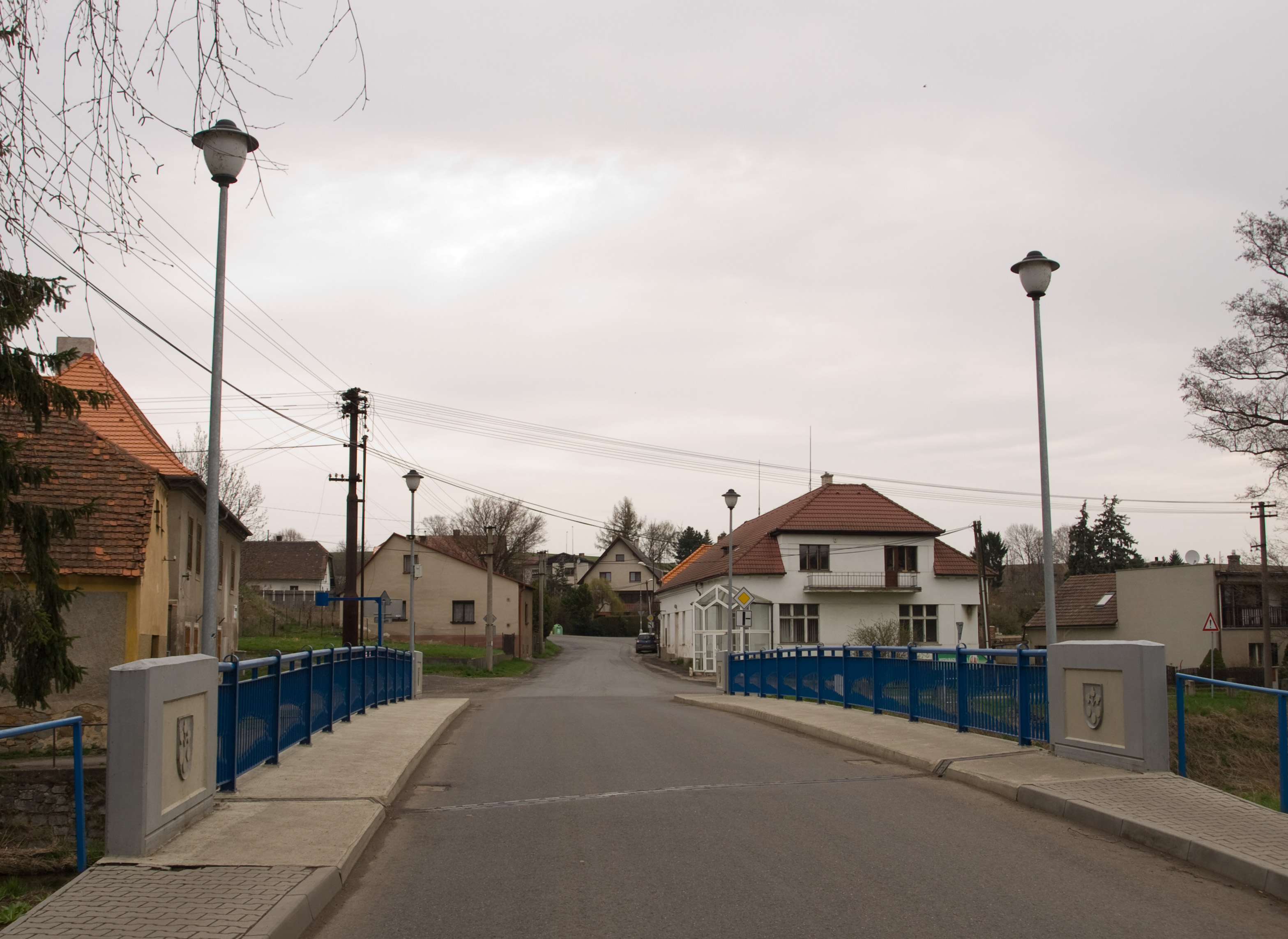
Most Járy Cimrmana

## Osobnosti
- Josef Nešvera (1842–1914), hudební skladatel

- Alfred Seifert (1850–1901), malíř
- Karel Treybal (1885–1941), šachista
- Jiří Weil (1900–1959), spisovatel
- Josef Zvěřina (1913–1990), v letech 1970–1974 farář praskoleské farnosti
- Stanislav Tocauer (1916–1969), válečný letec[12]
- Vladimír Rudolf (1924–2000), kněz
- Bohumil Lepič (1943–1994), hudební skladatel

## Doprava

### Dopravní síť
Do obce vedou silnice III. třídy.

### Autobusová doprava 2024
Autobusovou dopravu v obci Praskolesy zajišťuje společnost Arriva Střední Čechy. Obec je součástí Pražské integrované dopravy (PID). V obci se nachází zastávka Praskolesy. Obec obsluhují autobusové linky 548, 641 a 642. Linka 548 propojuje Praskolesy s Tihavou, Hořovicemi, Tlusticí, Zálužím, Cerhovicemi, Drozdovem, Týčkem a Zbirohem. Linka 641 spojuje Beroun, Králův Dvůr, Zdice, Stašov, Otmíče, Praskolesy, Kotopeky a Hořovice. Autobusy linky 642 projíždějí Jinci, Lochovicemi, Praskolesy, Kotopekami a končí v Hořovicích.

### Železniční doprava 2024
Obcí prochází dvoukolejná elektrizovaná celostátní železniční trať 170 Praha–Plzeň, která je zařazená do evropského železničního systému a je součástí III. tranzitního železničního koridoru. Doprava z Prahy do Plzně byla zahájena v roce 1862. V obci se nachází železniční zastávka Praskolesy, kde zastavují osobní vlaky linky S70 Pražské integrované dopravy (PID) v úseku Beroun–Kařez a v úseku Kařez–Klatovy jsou na lince P2 Integrované dopravy Plzeňského kraje (IDPK). Tyto vlaky, provozované společností České dráhy, jezdí z Berouna přes Zdice a pokračují dále do Hořovic, Rokycan, Plzně, Dobřan, Přeštic, Švihova a Klatov. V minulosti se železniční zastávka jmenovala Praskolesy-Žebrák.